# アラン・ベルセ
アラン・ベルセ（仏: Alain Berset、1972年4月9日 - ）は、スイスの政治家。スイス社会民主党所属。
2012年1月1日から、同国の連邦参事会参事と内務相を、2017年度の同国連邦副大統領を、2018年度及び2023年度の連邦大統領を歴任。2022年度には2度目の連邦副大統領を歴任している。
2011年12月に参事に選出されるまではフリブール州選出の全州議会（上院）議員で、2008/2009年度には議長も務めた。

## 経歴
教師と書店主の子として、フリブールに生まれる。ヌーシャテル大学で政治学と経済学を修め、1996年に政治学の修士号を取得した。2005年には国際移民が地域の労働条件に及ぼす影響に関する論文で、経済学の博士号を授与された。
1996年にヌーシャテル大学地域経済研究所の助教となった。2000年にはハンブルク経済研究所に移り、1年間在籍した。2000年から2004年にはフリブール州選挙民議会議員と、その社会民主会派の代表を務めた。2001年から2003年にはベルフォー村の村議会議員でもあった。
2002年にはヌーシャテル州経済部の戦略コンサルタントとなった。
2003年にフリブール州から社会民主党所属としては史上最年少で全州議会議員に当選し、2005年12月には、同党の副院内総務に就任した。欧州安全保障協力機構 (OSCE) 国会議員会議の議員も務めた。2007年の再選後は、全州議会の副議長と議長を2008年から2009年にかけて歴任した。
2011年12月14日、245票のうち126票を得て、ミシュリン・カルミー＝レイ外務相の後任の連邦参事会参事に選出された。連邦参事会は7名の参事から構成されるが、このうち2名は正式に社会民主党に割り当てられている。外務相にはディディエ・ビュルカルテが横滑りしたため、ベルセは内務相となった。2017年度には連邦副大統領、2018年度には連邦大統領を務めている。2022年度には2度目の連邦副大統領、2023年度には連邦大統領を務める。任期中は新型コロナウイルス感染症への対応をめぐる批判にさらされ、また不倫に絡む脅迫、側近による犯罪まがいの情報漏洩、プライベート飛行中のフランス領空侵入など数多くの醜聞で世間を賑わせたが、また一方で高い人気を誇った。2023年6月21日、新型コロナ対応が落ち着いたとして年内に連邦参事会参事を退任すると表明。同年12月13日にベアト・ヤンスが後任の参事に選出された。
- 連邦参事会のメンバー7人と連邦事務総長（2012年）。左からヨハン・シュナイダー＝アマン、シモネッタ・ソマルーガ、ディディエ・ビュルカルテ、エフェリーネ・ヴィドマー＝シュルンプフ、ウエリ・マウラー、ベルセ、ドリス・ロイトハルト、コリーナ・カサノヴァ連邦事務総長。
- 国際原子力機関事務局長の天野之弥と（2018年1月8日）
- イギリスのテリーザ・メイ首相と（2018年1月24日）
- 連邦参事会のメンバー7人と連邦事務総長（2019年12月10日）。左からヴァルター・トゥルンヘア連邦事務総長、ヴィオラ・アムヘルト、ギー・パルムラン、ベルセ、シモネッタ・ソマルーガ、イニャツィオ・カシス、ウエリ・マウラー、カリン・ケラー＝ズッター。

## 人物
ミュリエル・ゼーンダー・ベルセと結婚しており、3児の父である。フリブール郊外のベルフォー村在住。
経済開発や移民、地域開発などに関する数冊の著書と30本ほどの論文がある   。